# Федерализам у Канади
Канада је уставна и парламентарна монархија с краљем Чарлсом III као својим монархом од 8. септембра 2022. године. Члан је Комонвелта.

## Централна власт
Канада је савезна парламентарна монархија. На њеном челу је монарх — британски краљ, који је номинални шеф државе. У његово име послове шефа државе обавља генерални гувернер кога краљ именује на предлог премијера Канаде на период до пет година. Генерални гувернер представља монарха у одређеним пословима, али су ти послови претежно протоколарни (попут примања акредитива и др.).
Права извршна власт је у рукама премијера Канаде (у складу са британском традицијом назива се Prime Minister), који је на челу политичке партије која има већину у Парламенту. Формално, премијера и његов Кабинет бира и поставља генерални гувернер, али је то уставном конвенцијом сведено на пуку форму. Федералној извршној власти припадају стандардна овлашћења, попут одређивања курса националне политике и законодавне иницијативе.
Савезна законодавна власт је необична. Та власт припада Парламенту који је подељен на два дома — Сенат и Доњем дому (енгл. House of Commons). За разлику од САД, савезне јединице нису појединачно представљене у Сенату, већ су представљене кроз систем дивизија. Наиме, Сенат има 105 сенатора, од којих по четири дивизије имају 24 сенатора (Онтарио и Квебек као сенатске дивизије саме за себе, Запад Канаде има по шест сенатора за сваку од четири покрајина, Атланска Канада има по 10 сенатора за Њу Брансвик и Нову Шкотску, 4 за Острво Принца Едварда), Њуфаундленд и Лабрадор су представљени са по 6 сенатора ван дивизија, а свака од три територије има по једног сенатора. Чланове Сената поставља генерални гувернер Канаде, на предлог премијера. Иако постоје уставне одредбе које одређеним регионима гарантују одређени број сенатора, то није никаква препрека премијеру да у Сенат изабере велику већину сенатора из своје странке, што се у пракси и дешава. Треба напоменути да је Сенат равноправан са Домом комуна у законодавном погледу и неопходна је његова сагласност за доношење закона.
Ову очигледну недемократичност у пракси исправљају друга решења и околности. Пре свега, Кабинет Канаде није одговоран Сенату, већ само Доњем дому. Даље, кроз историјски развој уобичајило се да Сенат не блокира предлоге који су прошли у Доњем дому (слично пракси у Уједињеном Краљевству). На крају, ту је и ограничење законодавне иницијативе, које налаже да се одређени, битни закони морају прво поднети Доњен дому на разматрање. Иако све ово у пракси умањује недемократичност, јасно је да овде Сенат није федерални дом. Последњих година било је иницијатива да се изврши реформа Сената, макар у правцу изборности, али то још увек није учињено.
Доњи дом је класично национално законодавно тело, чији се чланови бирају непосредним и тајним изборима на читавој територији Канаде, по већинском систему (утицај британске традиције). И овде примећујемо да нема било каквих примеса федерализма. Овај важнији дом, у коме заправо лежи права законодавна власт, врло је сличан законодавним домовима унитарних држава. Оно где примећујемо федерализам је у уставној подели надлежности савезног парламента и савезних јединица.
Карактеристично је негативно уставно одређење надлежности Парламента, што значи да све области које нису изричито прописане савезним јединицама, спадају у домен Парламента. Ово је у великој мери ублажено у пракси, али формално би требало да указује на чврстину федерације. Тако су у искључивој надлежности Парламента питања војске, комуникација, монете и званичних мера, банкарства, ауторских права и друго. У неким врло битним областима овлашћења федералног и локалних парламената се преплићу, као на пример у области пореза, кривичног права и пољопривреде.
Савезна судска власт је неупоредиво мање развијено него у САД и чини га само Врховни суд Канаде и два нижа апелациона суда — Савезни и Војни апелациони суд. Пресуде Врховног суда Канаде, као последње обавезне су за све ниже судове, а могу бити донете поводом жалбе у било ком спору на територији Канаде.

## Савезне јединице
Питање устројства и овлашћења савезних јединица је специфично решено у Канади. Конституенси Канаде су десет покрајине и три територије. Територије немају једнак статус са провинцијама, бирају само једног члана Доњег дома и једног Сенатора - а уз то унутрашња самоуправа је знатно ограничена. Иако је овде очигледно нарушавање принципа једнакости федералних јединица, оправдање се може наћи у томе да су ове територије изузетно ретко насељене и неупоредиво економски мање значајне од осталих конституената, те би њихово изједначавање створило реалну неједнакост, уместо да исправи теоретску.
Савезне јединице су на основу уставних закона и уставних обичаја и конвенција, стекле широка овлашћења. Свака савезна јединица, па и територије, имају сопствени систем законодавне, извршне и судске власти. Аналогно савезном нивоу у свакој савезној јединици постоји председник владе, из већине у локалном парламенту, и краљичин представник (са титулом Lieutenant Governor у провинцијама, односно Commissioner у територијама), са сличним овлашћењима. 
Законодавну власт чини увек једнодомни парламент, а постоји и комплетно изграђени систем судске власти, са тростепеним судовима. Провинције имају овлашћења у области образовања, здравства, саобраћаја, културе, локалних пореза, пољопривреде и друга. Посебно је важно овлашћење у области кривичног права. Постоји и генерална клаузула којом се провинције овлашћују да доносе законе у свим питањима која су очигледно од локалног интереса. Аутономија сеже толико да се у различитим федералним јединицама примењују различити правни системи (у Квебеку је то европско-континентални систем под француским утицајем, а у остатку Канаде англосаксонски систем).

## Питање сецесије
Карактеристично за Канаду је питање сецесије савезног јединица, конкретно питање провинције Квебек. У овој великој и богатој провинција, где је преко 80% становништва француског порекла, веома су изражене сепаратистичке тежње. Покушаји реализације осамостаљења резултовали су са два неуспела референдума од којих је други завршен са врло ниском маргином у корист опстанка (50,9% према 49,1%).
Питање уставности сецесије је на крају завршило пред Врховним судом Канаде, који је у изузетно исцрпној пресуди-анализи, која има и теоријски значај, изрекао став да само одлучивање о независности није неуставно, али да би једнострани акт сецесије неуставан био без договора са осталим чланицама федерације. Квебек је ипак успео да током година политичке борбе за независност оствари додатни степен самосталности од савезне власти, што унеколико смирује тензије. Као повратна реакција сада и неке друге канадске провинције (попут Алберте) желе исти такав степен аутономије за себе, с правом сматрајући да је нарушена једнакост.

## Пракса
Други спорови у пракси јављају се око неограничене буџетске власти федерације, где савезне јединице које дају највише пореских средстава имају сталне замерке око њихове расподеле. Присутни су стога захтеви да савезне јединице имају већег утицаја у одлучивању о расподели.